# Вторая квадратичная форма
Вторая квадратичная форма (или вторая фундаментальная форма) поверхности ― квадратичная форма на касательном расслоении поверхности, которая, в отличие от первой квадратичной формы, определяет внешнюю геометрию поверхности в окрестности данной точки. 
Вторая квадратичная форма часто обозначается {\displaystyle \mathrm {I\!I} }, а её компоненты традиционно обозначаются {\displaystyle L}, {\displaystyle M} и {\displaystyle N}.
Знание первой и второй квадратичных форм достаточно для вычисления главных кривизн, средней и гауссовой кривизн поверхности.

## Определение
Пусть в трёхмерном евклидовом пространстве со скалярным произведением 
{\displaystyle \langle \cdot ,\cdot \rangle } поверхность задана уравнением 
{\displaystyle r=r(u,v),} где {\displaystyle u} и {\displaystyle v} ― внутренние координаты на поверхности; {\displaystyle dr=r_{u}du+r_{v}dv} ― дифференциал радиус-вектора {\displaystyle r} вдоль выбранного направления смещения из точки {\displaystyle M} в бесконечно близкую точку {\displaystyle M'};
{\displaystyle n} — нормальный вектор к поверхности в точке {\displaystyle M}. 
Тогда вторая квадратичная форма имеет вид
{\displaystyle \mathrm {I\!I} =Ldu^{2}+2Mdudv+Ndv^{2},}
где коэффициенты определяются формулами: 
{\displaystyle L=\langle r_{uu},n\rangle =-\langle r_{u},n_{u}\rangle ={\frac {(r_{uu},r_{u},r_{v})}{\sqrt {EG-F^{2}}}},}
{\displaystyle M=\langle r_{uv},n\rangle =-\langle r_{u},n_{v}\rangle =-\langle r_{v},n_{u}\rangle ={\frac {(r_{uv},r_{u},r_{v})}{\sqrt {EG-F^{2}}}},}
{\displaystyle N=\langle r_{vv},n\rangle =-\langle r_{v},n_{v}\rangle ={\frac {(r_{vv},r_{u},r_{v})}{\sqrt {EG-F^{2}}}},}
где {\displaystyle (\cdot ,\cdot ,\cdot )} обозначает смешанное произведение векторов и 
{\displaystyle E=|r_{u}|^{2},} {\displaystyle F=\langle r_{u},r_{v}\rangle ,} {\displaystyle G=|r_{v}|^{2}} ― коэффициенты первой квадратичной формы поверхности.

## Связанные определения
- Оператор формы или оператор Вайнгартена линейный оператор {\displaystyle S} на касательной плоскости определяемый как
{\displaystyle S(V)=-\nabla _{V}\nu ,}

где  {\displaystyle \nu } — поле единичных нормалей к поверхности. Оператор формы связан с второй квадратичной формой следующим соотношением:
{\displaystyle \langle S(V),W\rangle =\mathrm {I\!I} (V,W).}
- Собственные значения оператора формы называются главными кривизнами поверхности в точке, а собственные направления оператора формы называются главными направлениями поверхности в точке.
  - Кривые на поверхности, идущие в главных направлениях называются линиями кривизны.

- Нормальная кривизна {\displaystyle k_{V}} по направлению {\displaystyle V} вычисляется по формуле 
{\displaystyle {\frac {\mathrm {I} \!\mathrm {I} (V,V)}{\mathrm {I} (V,V)}}=\langle S(V),V\rangle /|V|^{2}}

где {\displaystyle \mathrm {I} } — первая квадратичная форма.
- Направление с нулевой нормальной кривизной называется асимптотическим, а кривая на поверхности идущая в асимптотическом направлении называется асимптотической кривой.

## Вычисление

### График функции
В частном случае, когда поверхность представляет собой график функции {\displaystyle z=f(x,y)} в трёхмерном евклидовом пространстве с координатами {\displaystyle x,y,z}, коэффициенты второй квадратичной формы принимают вид:
{\displaystyle L={\frac {f_{xx}}{\sqrt {1+f_{x}^{2}+f_{y}^{2}}}},\ \ \ M={\frac {f_{xy}}{\sqrt {1+f_{x}^{2}+f_{y}^{2}}}},\ \ \ N={\frac {f_{yy}}{\sqrt {1+f_{x}^{2}+f_{y}^{2}}}}.}

## Вариации и обобщения

### Гиперповерхности
Рассмотрим гиперповерхность в m-мерном евклидовом пространстве со скалярным произведением {\displaystyle \langle \cdot ,\cdot \rangle }. Пусть {\displaystyle {r}:\mathbb {R} ^{m-1}\rightarrow \mathbb {R} ^{m}} — локальная карта поверхности в точке {\displaystyle P}. 
Тогда коэффициенты второй квадратичной формы вычисляется по формуле 
{\displaystyle q_{ij}={\biggl \langle }{n},{\frac {\partial ^{2}{r}}{\partial u^{i}\partial u^{j}}}{\biggr \rangle },\ \ \ i,j=1,\ldots ,m-1,}
где {\displaystyle n} обозначает единичный вектор нормали.

### Бо́льшая коразмерность
Вторая фундаментальная форма определяется также и для подмногообразий произвольной коразмерности.
{\displaystyle \mathrm {I\!I} (v,w)=\nabla _{v}^{\bot }w,}
где {\displaystyle \nabla _{v}^{\bot }w} обозначает проекцию ковариантной производной {\displaystyle \nabla _{v}w} на нормальное пространство.
В этом случае вторая фундаментальная форма является билинейной формой на касательном пространстве со значениями в нормальном пространстве.
Оператор формы {\displaystyle S_{\xi }} зависит от нормального вектора {\displaystyle \xi } и определяется через следующее соотношение:
{\displaystyle \langle S_{\xi }v,w\rangle =-\langle \mathrm {I\!I} (v,w),\xi \rangle .}
Для подмногообразий евклидова пространства тензор кривизны подмногообразия может быть посчитан с помощью так называемой формулы Гаусса:
{\displaystyle \langle R(u,v)w,z\rangle =\langle \mathrm {I} \!\mathrm {I} (u,z),\mathrm {I} \!\mathrm {I} (v,w)\rangle -\langle \mathrm {I} \!\mathrm {I} (u,w),\mathrm {I} \!\mathrm {I} (v,z)\rangle .}
Для подмногообразий риманова многообразия следует добавить кривизну объемлющего пространства; 
если многообразие {\displaystyle N} вложено в риманово многообразие {\displaystyle (M,g)} тогда тензор кривизны {\displaystyle R_{N}} многообразия {\displaystyle N} снабжённого индуцированой метрикой задаётся второй фундаментальной формой и тензором кривизны {\displaystyle R_{M}} объемлющего многообразия {\displaystyle M}:
{\displaystyle \langle R_{N}(u,v)w,z\rangle =\langle R_{M}(u,v)w,z\rangle +\langle \mathrm {I} \!\mathrm {I} (u,z),\mathrm {I} \!\mathrm {I} (v,w)\rangle -\langle \mathrm {I} \!\mathrm {I} (u,w),\mathrm {I} \!\mathrm {I} (v,z)\rangle .}
По теореме Картана, вторая квадратичная форма для вложения плоского {\displaystyle n}-мерного многообразия в {\displaystyle 2{\cdot }n}-мерное Евклидово пространство либо вырождена, то есть существует ненулевой касательный вектор {\displaystyle v} такой, что 
{\displaystyle \mathrm {I\!I} (v,w)=0}
для любого касательного вектора {\displaystyle w}, либо она представляется в следующем виде:
{\displaystyle \mathrm {I\!I} (v,w)=\sum _{i}\ell _{i}(v)\cdot \ell _{i}(w)\cdot e_{i},}
где {\displaystyle e_{1},\dots ,e_{n}} — ортонормированный базис в нормальном пространстве и {\displaystyle \ell _{1},\dots ,\ell _{n}} — линейно независимые линейные функции на касательном пространстве.
В частности, вторая квадратичная форма вложения плоского {\displaystyle n}-мерного многообразия в Евклидово пространство размерности меньше {\displaystyle 2{\cdot }n} является вырожденной.